# Ouananiche

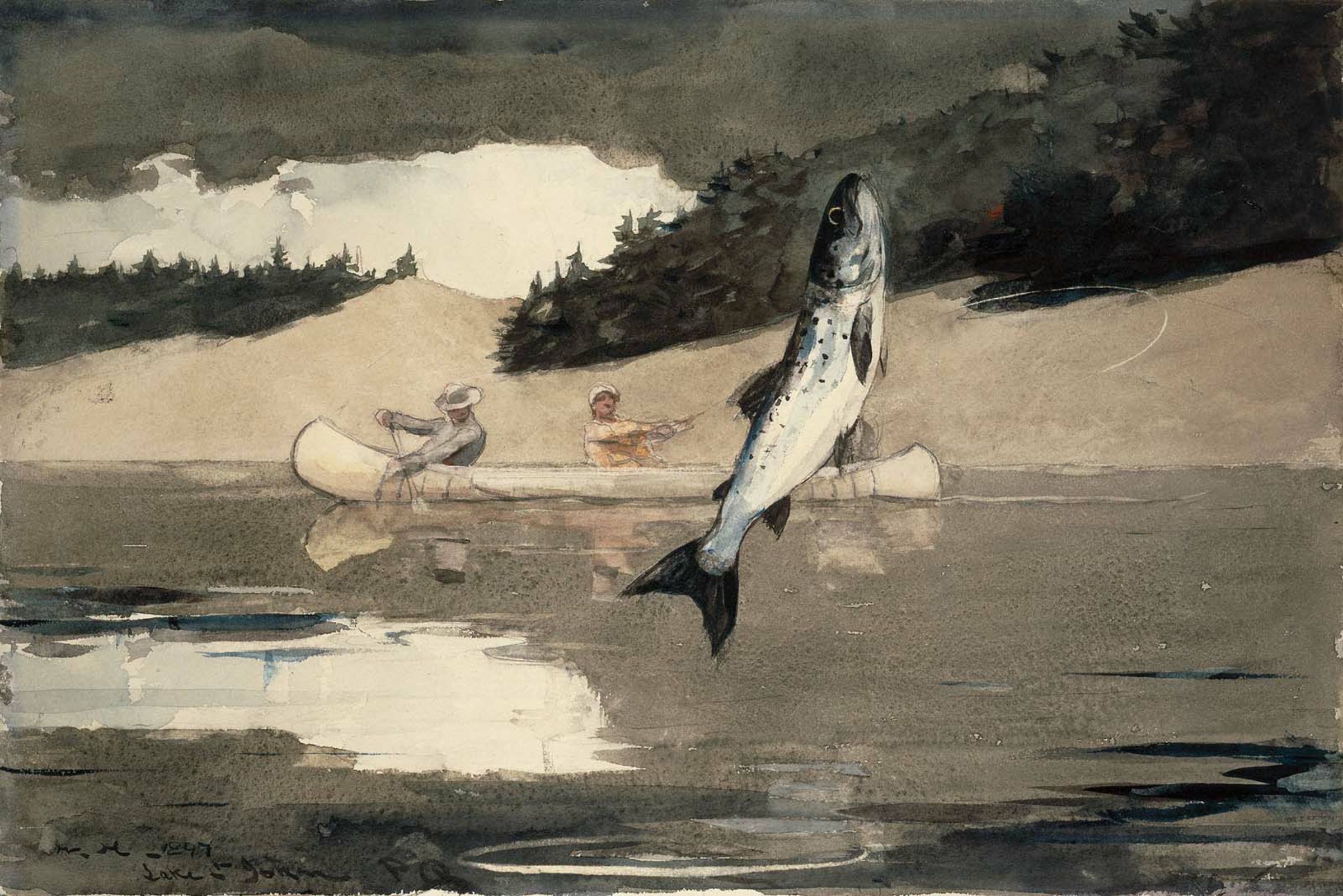
Pêche à la ouananiche, lac Saint-Jean, Québec, aquarelle de Winslow Homer, 1897

La ouananiche est une forme du saumon atlantique non migratrice et vivant exclusivement en eau douce dans les lacs du nord-est des États-Unis, de l’Ontario, du Canada atlantique et du Québec (Lac Saint-Jean ainsi que dans les Laurentides sur le réservoir Kiamika). Contrairement au saumon atlantique classique, ce n'est pas un anadrome, car il reste dans les plans d'eau douce même si l'accès à la mer ne lui est pas bloqué. Il est également plus petit que la forme anadrome.

## Nomenclature et étymologie
Ouananiche est un nom vernaculaire féminin, d'origine innue. Ce nom vernaculaire signifie, selon les ouvrages, « Celui qui se trouve partout » cependant il ne faut pas tenir pour acquise celle que véhiculent certains dictionnaires de France où le mot montagnais est défini par « Le petit égaré ». On appelle aussi ce saumon des lacs saumon atlantique d'eau douce ou plus simplement saumon d'eau douce comme d'autres espèces de saumons isolés de la mer.
Du point de vue systématique, il a été envisagé autrefois d'élever ce saumon des lacs au rang taxinomique de sous-espèce (on mentionne encore parfois Salmo salar sebago Girard, 1853 ou encore Salmo salar ouananiche McCarthy, 1894) ou même d'espèce à part entière,, propositions non retenues dans les classifications du début du XXIe siècle,.

## Reproduction
La période de reproduction (montaison) est à l'automne en octobre et novembre. Comme son cousin anadrome, la ouananiche remonte la rivière où elle est née pour se reproduire. Les jeunes habitent la rivière pour une période de deux à sept ans.

## La pêche
Ce saumon a été ensemencé dans de nombreux plans d'eau où il s'est bien établi (au Canada, aux États-Unis, mais aussi dans le nord de l'Europe). La ouananiche est très recherchée par les pêcheurs sportifs pour ses combats et sauts spectaculaires, mais aussi pour sa chair savoureuse. Elle peut être capturée à la traîne et à la mouche. Le record mondial de la plus grosse ouananiche est de 10,23 kg pour un spécimen capturé en 1907. Elle a été capturée dans le lac Sebago, dans le Maine. Ce n'est pas un poisson pêché commercialement.
La meilleure saison pour la pêche à la ouananiche est au mois de mai et début juin.
Depuis peu[Quand ?], dans la région du Saguenay-Lac-St-Jean, on retrouve de la Ouananiche d'élevage vivante (en vivoir) en vente dans les supermarchés.

## Alimentation
Cette espèce se nourrit principalement de poissons fourrages pélagiques comme l'éperlan de lac.

## Emblème animalier
La ouananiche est l'emblème animalier de la région du Saguenay—Lac-Saint-Jean (Québec, Canada) depuis 1988. Afin de célébrer l’avènement de ce symbole de solidarité régionale, le duo d’artistes Interaction Qui a réalisé la Grande Marche des Tacons-Sites.